# Oliveira do Hospital
Oliveira do Hospital là một huyện thuộc tỉnh Coimbra, Bồ Đào Nha. Huyện này có diện tích 235 km², dân số thời điểm năm 2001 là 22112 người.